# Кампанія за ядерне роззброєння

Символ CND, розроблений Джеральд Голтом 1958 року. Пізніше він став універсальним символом миру і використовується в різних варіаціях повсюдно.

Кампанія за ядерне роззброєння (англ. Campaign for Nuclear Disarmament, CND) — організація, що пропагує одностороннє ядерне роззброєння Сполученого Королівства (наприклад, на сучасному етапі — відмова від переозброєння ракет «Трайдент»), а також міжнародне ядерне роззброєння і більш жорстке регулювання озброєнь у світі за допомогою угод, таких як Договір про нерозповсюдження ядерної зброї. Організація виступає проти військових дій, які можуть призвести до використання ядерної, хімічної або біологічної зброї і будівництва АЕС на території Королівства.

## Історія
CND засновано 1957 року і відтоді вона неодноразово виходить на перші позиції пацифізму в Британії. Від 1958 року Кампанія організовує Олдермастонський марш від Трафальгарської площі до Олдермастона, який проводиться у Великодній тиждень.
Розчарування, викликане відсутністю позитивних результатів цієї боротьби, привело до створення 1960 року більш войовничого угруповання, яке дотримувалося тактики громадянської непокори, — «Комітет 100». Комітет брав участь в організації маршів протесту, під час яких часто відбувалися зіткнення з поліцією.
Першим головою CND був англіканський священник Джон Коллінз, а першим президентом — філософ Бертран Рассел. Нині головою CND є Кейт Гадсон. У Кампанії брали участь переважно лейбористи, комуністи, троцькісти, ліві ліберали і християнські пацифісти.

## Цікаві факти
Символом руху стало поєднане зображення знаків семафорної азбуки «n» і «d» (від англ. nuclear disarmament) у колі, пізніше прийняте як символ рухом хіпі з усього світу. Багато хто помилково вважає це зображення слідом лапки голуба миру.